# Bannière de Siziwang
La bannière de Siziwang (四子王旗 ; pinyin : Sìzǐwáng Qí) est une subdivision administrative de la région autonome de Mongolie-Intérieure en Chine. Elle est placée sous la juridiction de la ville-préfecture d'Ulaan Chab.
On y trouve le site d'atterrissage utilisé pour les vols spatiaux habités chinois, à environ 60 km au nord de la ville de Wulanhua, chef-lieu de la bannière.

## Démographie
La population de la bannière était de 211 342 habitants en 1999.